# Myrteta mediofusca
Myrteta mediofusca là một loài bướm đêm trong họ Geometridae.